# Twistys
Twistys è uno dei principali studi cinematografici per adulti, che produce il suo omonimo sito web di pornografia, Twistys.com 
Il sito Twistys.com è stato lanciato nel 2001 e, sebbene occasionalmente presentava scene ragazze-ragazze e hardcore, il sito si concentrava principalmente sulla pornografia softcore e sui contenuti da solista. Dopo la sua acquisizione da parte di Mindgeek nel 2011, il sito ha spostato la sua attenzione per includere contenuti più hardcore per ragazzi e ragazze. Tuttavia, dal 2019 il sito è tornato a concentrarsi esclusivamente contenuti a tema lesbo, ospitando scene tra ragazze e soliste o, come pubblicizzato, "porno glam lesbico".

## Storia
Il sito web Twistys è stato acquisito da Mindgeek nel 2011. Prima dell'acquisizione Twistys, insieme ai siti gemelli come GayTube, SexTube e TrannyTube, apparteneva a Carsed Marketing.  Il sito web, nonostante presenti contenuti hardcore, si distingue per il suo approccio più morbido alla pornografia con scene softcore.
La maggior parte dei contenuti è accessibile con un abbonamento mensile. La sua popolarità è accresciuta dal fatto che il sito viene aggiornato quotidianamente, aggiungendo costantemente nuovo materiale al database.
Twistys pubblicava regolarmente contenuti di importanti fotografi e videografi, in particolare Dean Capture, Tammy Sands, e Holly Randall.
Il sito web di Twistys è noto anche per il premio "Treath of Month". Dal 2005 Twistys elegge la Treat of Month, mettendo in evidenza una modella con apparizioni, interviste, immagini e video per tutto il mese. Nel 2009, Twistys ha lanciato il suo primo concorso Twistys Treat of the Year in cui i membri del sito hanno la possibilità di votare tra i Treats of the Month per eleggerlo Treat of the Year. Il vincitore riceverà un premio in denaro e una funzione aggiuntiva sul sito web.
Nel 2012, Twistys ha firmato contratti in esclusiva per un anno con tre ex Twistys Treats of the Month: Taylor Vixen, Emily Addison e Brett Rossi . Durante il periodo del contratto, i modelli sono stati ampiamente presentati sul sito Web e hanno rappresentato il marchio Twistys.
Nel 2018, Twistys ha firmato un contratto esclusivo con la camgirl Molly Stewart, segnando un ritorno allo stile glamour e ai contenuti incentrati sulle ragazze a cui era stato associato il sito web.

## Contenuto
Inizialmente, Twistys.com si concentrava principalmente sulla pornografia softcore con generi in film di masturbazione da solista, fotografia glamour e ragazza-ragazza (contenuto lesbico), essendo uno dei primi siti web incentrato principalmente sui contenuti con solo ragazze". Dal 2011 al 2019, il sito è passato per includere contenuti più hardcore (ragazzo-ragazza) e dal 2020, Twistys è tornata al glamour softcore "tutto femminile" e ai contenuti lesbici.
Twistys è noto per la sua attenzione alle pornostar che forniscono interviste e biografie per incoraggiare il coinvolgimento dei membri con i modelli in primo piano sul sito.

## Operazioni
Twistys.com, insieme a un gran numero di altri noti siti web pornografici, è gestito e amministrato dalla società MindGeek. Il sito Web è il quarto più popolare della rete di siti porno di MindGeek e inizialmente era noto come Manwin. Il cambio di nome è avvenuto poco dopo che il socio amministratore, Fabian Thylman si è dimesso. Questo, infatti, aveva acquisito la società dopo aver comprato le quote dei fondatori originali di Mansef. Nel 2013 ha venduto le sue partecipazioni a Feras Antoon e David Tassillo, l'attuale dirigenza dell'azienda. La società si è poi fusa con RedTube, creando così MindGeek.

## Statistiche
Al gennaio 2020 Twistys.com ha una classifica di traffico di 36.392.

## Sottoreti
Al 2022 ci sono dodici siti Web che operano sotto Twistys che presentano aspetti tematicamente diversi in termini di trame e preferenze sessuali, diversificandosi anche tra scene hardcore e softcore Alcuni esempi includono quanto segue:
- Twistys Solo
- When Girls Play
- Turning Twistys
- Mom Knows Best
- Twistys Hard
- Feature Film
- Nicole Graves
- Annette Dawn
- Twistys
- Euro Foxes
- Blue Fantasies
- Busty Ones

## Riconoscimenti
XBIZ Awards
- 2010 - Porn Site Of The Year[24]
- 2013 - Photography Site Of The Year[25]